# 信康县
信康县，中国旧县名。
中央苏区江西省设。1932年由信丰、南康两县析置。治所在今赣县韩坊。1933年划归粤赣省辖。1934年为纪念罗登贤烈士，改名登贤县。